# پلانت لبز
پلانت لبز (انگلیسی: Planet Labs) یک شرکت سهامی خاص آمریکایی مستقر در سان فرانسیسکو است که در زمینه تصویربرداری از زمین فعالیت می‌کند. هدف این شرکت تهیه روزانه از زمین به منظور پایش تغییرات آن است. این شرکت تعدادی ماهواره کوچک به نام Doves را طراحی و تولید کرده و در مدار قرار داده است. هر یک از این ماهواره‌های دیدبانی به طور پیوسته زمین را پایش کرده و داده‌های خود را به ایستگاه زمینی می‌فرستند. ماهواره‌های Doves در مجموع بزرگ‌ترین صورت فلکی ماهواره‌ای دنیا را تشکیل می‌دهند که هر روز یک تصویر کامل از تمام دنیا با وضوح تصویر ۳ تا ۵ متر تهیه می‌کنند.
پلانت لبز با تملک بلک‌بریج در سال ۲۰۱۵، ۸۷ ماهواره Dove و ۵ ماهواره رپیدآی در اختیار داشت که در مدار قرار داشتند. در سال ۲۰۱۷ پلانت لبز ۸۸مین ماهواره را در مدار قرار داد و نیز شرکت اسکای‌باکس ایمیجینگ و ماهواره‌های اسکای‌ست آن را از گوگل خریداری کرد. تا سپتامبر ۲۰۱۸ این شرکت حدود ۳۰۰ ماهواره به فضا پرتاب کرد که ۱۵۰ ماهواره فعال هستند.